# Spoorlijn Gießen - Fulda
De spoorlijn Gießen - Fulda, ook wel Vogelsbergbahn genoemd is een Duitse spoorlijn als lijn 3700 onder beheer van DB Netze.

## Geschiedenis
Het traject werd door de Oberhessischen Eisenbahn-Gesellschaft in fases geopend:
- 29 december 1869: Gießen - Grünberg
- 29 juli 1870: Grünberg - Alsfeld
- 30 oktober 1870: Alsfeld - Lauterbach
- 31 december 1870: Lauterbach - Bad Salzschlirf
- 31 juli 1871: Bad Salzschlirf - Fulda

## Treindiensten

### Deutsche Bahn
De Deutsche Bahn verzorgt het personenvervoer op dit traject met RE- en RB-treinen.
De Deutsche Bahn gebruikt voor deze treindienst treinstellen van het type Baureihe 628.4.
- RE 35 Vogelsbergbahn: Gießen - Mücke - Alsfeld - Lauterbach Nord - Fulda
- RB 35 Vogelsbergbahn: Gießen - Mücke - Alsfeld - Lauterbach Nord - Fulda

## Aansluitingen
In de volgende plaatsen was of is er een aansluiting van de volgende spoorwegmaatschappijen:

### Gießen

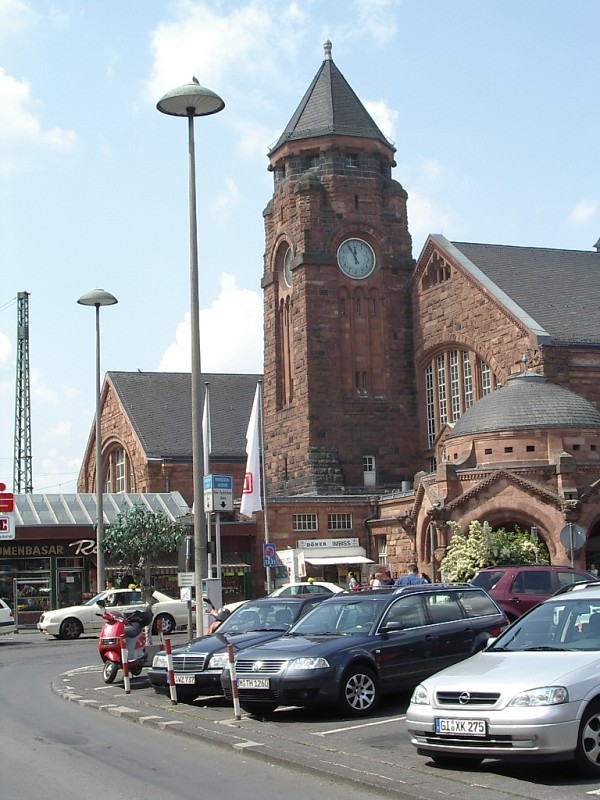
Bahnhof Gießen

- Main-Weser-Bahn spoorlijn tussen Frankfurt am Main en Kassel
- Dillstrecke spoorlijn tussen Siegen en Gießen
- Lahntalbahn spoorlijn tussen Koblenz en Gießen
- Lahn-Kinzig-Bahn spoorlijn tussen Gießen en Gelnhausen

### Grünberg (Hessen)
- Wettertalbahn spoorlijn tussen Oberkleen en Grünberg (Hessen)
- Lumdatalbahn spoorlijn tussen Lollar en Grünberg (Hessen)

### Mücke
- Friedberg - Mücke spoorlijn tussen Friedberg en Mücke

### Burg-Nieder-Gemünden
- Kirchhain - Burg-Nieder-Gemünden spoorlijn tussen Kirchhain bij Kassel en Burg-Nieder-Gemünden

### Alsfeld (Oberhessen)
- Niederaula - Alsfeld spoorlijn tussen Niederaula en Alsfeld

### Lauterbach Nord (Hessen)
- Niddertalbahn spoorlijn tussen Bad Vilbel en Lauterbach Nord

### Bad Salzschlirf
- Bad Salzschlirf - Niederjossa spoorlijn tussen Bad Salzschlirf en Niederjossa

### Fulda
- Frankfurt - Fulda spoorlijn tussen Bebra en Fulda
- Rhönbahn spoorlijn tussen Fulda en Gersfeld
- HSL Würzburg - Hannover spoorlijn tussen Würzburg Hbf en Hannover Hbf